# Pyramidodinium atrofuscum
Pyramidodinium atrofuscum is een soort in de taxonomische indeling van de Myzozoa, een stam van microscopische parasitaire dieren. Het organisme komt uit het geslacht Pyramidodinium en behoort tot de familie [[]]. Pyramidodinium atrofuscum werd in 2005 ontdekt door Horiguchi & Sukigara.